# Myrsine sodiroana
Myrsine sodiroana är en viveväxtart som först beskrevs av Carl Christian Mez, och fick sitt nu gällande namn av J.J. Pipoly. Myrsine sodiroana ingår i släktet Myrsine och familjen viveväxter. Inga underarter finns listade i Catalogue of Life.